# Водољуб
Водољуб (лат. Butomus umbellatus) је монокотиледона зељаста биљка из породице Butomaceae. Познат је и под називима срчак, дивљи зумбулак, водени зумбул, штитасти водољуб.

## Изглед и цветање
Водољуб је трајна мочварна биљка, висока 60-150 cm. Сви листови су јој приземни, усправљени, линеарни, широки до 1 cm и дуги до 1 метра. Облика су тробридног, жлебасто удубљеног, а при дну обухватају стабљику, која се уздиже до 1 метра изнад површине воде. Ружичасти цветови на неједанако дугим дршкама развијају се у штитастим цватовима на врху стабљике, од маја до августа.

## Распрострањеност
Водољуб расте по јарковима, барама, плитким мочварама и по стајаћим и споро текућим водама с муљевитим дном. Код нас је веома раширен.

## Хемијски састав
Меснати изданак водољуба веома је богат скробом (до 60%) и беланчевинама (до 13%).

## Употреба
У неким деловима Русије, Молдавије и на Кавказу људи једу испечене изданке или их суше и мељу у брашно за хлеб. Изданак се може јести и прокуван, у облику каше или пиреа. Скупља се у касну јесен или у рано пролеће, иако у то време не цвета, па се теже распознаје. При прикупљању изданака, у размацима од 1 до 2 метра, оставља се по једна биљка, ради даљег размножавања.